# Nizina Naddnieprzańska
Nizina Naddnieprzańska, Nizina Zadnieprzańska (biał. Прыдняпроўская нізіна, Prydniaprouskaja nizina; ros. Приднепровская низменность, Pridnieprowskaja nizmiennost´; ukr. Придніпровська низовина, Prydniprowśka nyzowyna) - rozległa nizina w południowo-zachodniej części Niziny Wschodnioeuropejskiej, na terenach Białorusi i Ukrainy.
Nizina Naddnieprzańska leży na terenie aulakogenu (zapadliska) dnieprowsko-donieckiego, wypełnionego grubą, sięgającą od 18 do 20 km, warstwą osadów pochodzenia lodowcowego.
Nizina Naddnieprzańska rozciąga się od okolic Rohaczowa i Homla na północy do okolic miasta Dniepr na południu. Jej długość wynosi 600 km, szerokość - do 120 km. Obejmuje szeroką dolinę środkowego Dniepru i obszary z systemem rozległych tarasów na wschód od niej. Na zachodzie graniczy z Wyżyną Naddnieprzańską, na północy przechodzi w Nizinę Poleską, na wschodzie graniczy z Wyżyną Środkoworosyjską, na południu - z wyżynami Azowską i Doniecką. Północno-wschodnią część niziny zajmuje Równina Połtawska.
Powierzchnia niziny jest płaska i falista, słabo rozczłonkowana. Obniża się z północnego wschodu na południowy zachód. Wysokość 50–160 m n.p.m., najwyższy punkt - 226 m n.p.m.
Klimat umiarkowany ciepły, na południu - suchy.
W północnej części Niziny Naddnieprzańskiej przeważają gleby darniowo-bielicowe, w południowej - czarnoziemy. Pierwotną formacją roślinną Niziny Naddnieprzańskiej był lasostep, na północy przechodzący w lasy, a na południu - w step. Obecnie teren niziny został niemal całkowicie zajęty pod intensywne rolnictwo, zwłaszcza na południu.
Największe rzeki: Dniepr, Desna, Suła, Pseł i Worskla.